# توبا بالازولو
توبا بالازولو (بالتركية: Tuğba Palazoğlu)‏ مواليد 4 ديسمبر 1980 في بولو، هي لاعبة كرة سلة تركية. بدأت مسيرتها الاحترافية في سنة 1997. تلعب مع نادي فنربخشة في الدوري التركي لكرة السلة للسيدات. وتحمل الرقم 4. يبلغ طولها 5 قدم 7 بوصة (1.7 م). مثلت منتخب بلادها. شاركت في دورة الألعاب الأولمبية الصيفية سنة 2012.

## المسيرة الاحترافية
لعبت مع بشكتاش لكرة السلة في موسم 2006–07، ثم لعبت مع نادي غلطة سراي لكرة السلة للسيدات من سنة 2008 إلى 2011.

## الإنجازات
نادي غلطة سراي لكرة السلة للسيدات
- كأس الرئيس التركي
  - الفوز (1): 2008
- كأس أوروبا لكرة السلة للسيدات
  - الفوز (1): 2008–2009

نادي فنربخشة لكرة السلة للسيدات
- كأس الرئيس التركي
  - الفوز (1): 2014
- كأس تركيا 
  - الفوز (1): 2015

## سجل المنافسة
شاركت في المنافسات التالية:
- الألعاب الأولمبية الصيفية 2012
- كأس العالم لكرة السلة للسيدات 2014

## روابط خارجية
- توبا بالازولو على موقع الاتحاد الدولي لكرة السلة (الإنجليزية)
- توبا بالازولو على موقع كرة السلة الأوروبية.كوم (الإنجليزية)
- توبا بالازولو على موقع كلية كرة السلة في سبورتس رفرنس.كوم (الإنجليزية)
- توبا بالازولو على موقع بروبوليرز (الإنجليزية)
- توبا بالازولو على موقع سبورتس رفرنس (الإنجليزية)
- توبا بالازولو على موقع أوليمبيديا (الإنجليزية)